# Cladochaeta floridana
Cladochaeta floridana är en tvåvingeart som först beskrevs av Malloch 1924.  Cladochaeta floridana ingår i släktet Cladochaeta och familjen daggflugor.
Artens utbredningsområde är Florida. Inga underarter finns listade i Catalogue of Life.